# Stuart (Florida)
Stuart, een stad (city) in de VS, in de staat Florida, noemt zichzelf trots "Sailfish Capital of the World". De stad staat bekend om zijn zwaardvisserij, maar ondervindt ook negatieve invloeden van de zee: zo werd de stad recentelijk getroffen door de orkanen Frances en Jeanne.
Het inwoneraantal bedroeg in 1990 zo'n 12.000 mensen. Het gebied bestaat uit 16,3 km2 land en 5,7 km2 wateroppervlakte. Stuart ligt op 829 mijl (1334 km) van Washington DC en op 334 mijl (537 km) van Tallahassee, de hoofdstad van Florida.

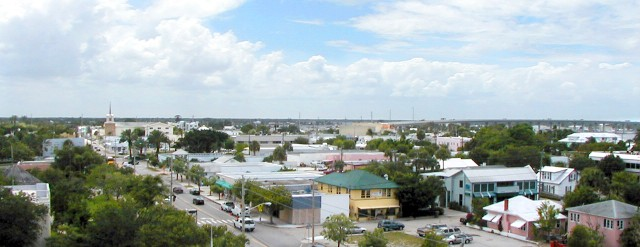
Zicht op Stuart

## Plaatsen in de nabije omgeving
De onderstaande figuur toont nabijgelegen plaatsen in een straal van 8 km rond Stuart.

## Overleden
- Vaughn Monroe (1911-1973), acteur